# Campeonato Africano de Atletismo de 2012 - 400 m com barreiras feminino
A prova dos 400 metros com barreiras feminino do Campeonato Africano de Atletismo de 2012 foi disputada entre os dias 30 de junho e 1 de julho de 2012 no Estádio Charles de Gaulle em Porto Novo,  no Benim. 

## Recordes
Antes desta competição, os recordes mundiais e do campeonato nesta prova eram os seguintes:
|                       | Nome              | Nacionalidade | Tempo  | Local   | Data                 |
| --------------------- | ----------------- | ------------- | ------ | ------- | -------------------- |
| Recorde mundial       | Yuliya Pechonkina | Rússia        | 52s 34 | Tula    | 8 de agosto de 2003  |
| Recorde do campeonato | Nezha Bidouane    | Marrocos      | 54s 24 | Dakar   | 22 de agosto de 1998 |
| Recorde africano      | Nezha Bidouane    | Marrocos      | 52s 90 | Sevilha | 25 de agosto de 1999 |

## Medalhistas
| Ouro                       | Prata                | Bronze                |
| Muizat Ajoke Odumosu (NGR) | Hayat Lambarki (MAR) | Raasin McIntosh (LBR) |

## Cronograma
Todos os horários são locais (UTC+1).
| Data        | Hora  | Evento  |
| ----------- | ----- | ------- |
| 30 de junho | 13:00 | Bateria |
| 1 de julho  | 15:40 | Final   |

## Resultados

### Bateria
Qualificação: 2 atletas de cada bateria (Q) mais os 2 melhores qualificados (q).
| Posição | Bateria | Raia | Atleta               | Nacionalidade  | Tempo   | Notas |
| ------- | ------- | ---- | -------------------- | -------------- | ------- | ----- |
| 1       | 1       | 6    | Muizat Ajoke Odumosu | Nigéria        | 55.57   | Q     |
| 2       | 1       | 4    | Wenda Theron         | África do Sul  | 56.20   | Q     |
| 3       | 2       | 5    | Janet Lawless        | África do Sul  | 56.51   | Q     |
| 4       | 2       | 8    | Raasin McIntosh      | Libéria        | 56.54   | Q     |
| 5       | 3       | 5    | Hayat Lambarki       | Marrocos       | 56.61   | Q     |
| 6       | 1       | 2    | Lamiae Lhabze        | Marrocos       | 57.28   | q     |
| 7       | 2       | 2    | Maureen Jelagat      | Quênia         | 57.76   | q     |
| 8       | 3       | 4    | Kou Luogon           | Libéria        | 57.85   | Q     |
| 9       | 2       | 7    | Mame Fatou Faye      | Senegal        | 58.14   |       |
| 10      | 1       | 5    | Angele Cooper        | Libéria        | 58.19   |       |
| 11      | 2       | 6    | Oarabile Babolayi    | Botswana       | 58.37   |       |
| 12      | 2       | 3    | Nusrat Ceesay        | Gâmbia         | 58.61   |       |
| 13      | 2       | 4    | Audrey Nkamsao       | Camarões       | 58.94   |       |
| 14      | 3       | 6    | Wesene Belay         | Etiópia        | 59.06   |       |
| 15      | 3       | 2    | Anneri Eberhsohn     | África do Sul  | 1:00.12 |       |
| 16      | 3       | 8    | Otu Name-Idara       | Nigéria        | 1:02.59 |       |
| 17      | 3       | 7    | Safiatou Sissoko     | Mali           | 1:07.21 |       |
| 99      | 1       | 7    | Carole Kaboud Mebam  | Camarões       | DNS     |       |
| 99      | 1       | 3    | Yvonne Amegashie     | Gana           | DNS     |       |
| 99      | 3       | 3    | Honorine Yaméogo     | Burquina Fasso | DNS     |       |

### Final
| Posição           | Raia | Atleta               | Nacionalidade | Tempo | Notas |
| ----------------- | ---- | -------------------- | ------------- | ----- | ----- |
| Medalha de ouro   | 5    | Muizat Ajoke Odumosu | Nigéria       | 54.99 |       |
| Medalha de prata  | 6    | Hayat Lambarki       | Marrocos      | 55.41 |       |
| Medalha de bronze | 7    | Raasin McIntosh      | Libéria       | 55.99 |       |
| 4                 | 8    | Kou Luogon           | Libéria       | 56.40 |       |
| 5                 | 4    | Wenda Theron         | África do Sul | 56.43 |       |
| 6                 | 2    | Maureen Jelagat      | Quênia        | 56.79 |       |
| 7                 | 1    | Lamiae Lhabze        | Marrocos      | 57.35 |       |
| 8                 | 3    | Janet Lawless        | África do Sul | 57.56 |       |

Legenda
| Recorde mundial       | Recorde mundial (World record)               |                       | Recorde africano                      | Recorde africano (African) |                                           | Q | Classificado por posição (Qualified) |
| Recorde do campeonato | Recorde do campeonato (Championship record)  | Recorde da América    | Recorde da América (Americas)         | q                          | Classificado por melhor tempo (Qualified) |   |                                      |
| Melhor marca do ano   | Melhor marca do ano (World leading)          | Recorde asiático      | Recorde asiático (Asian)              | DNS                        | Não largou (Did not start)                |   |                                      |
| Recorde nacional      | Recorde nacional (National record)           | Recorde europeu       | Recorde europeu (European)            | DNF                        | Não terminou (Did not finish)             |   |                                      |
| Recorde pessoal       | Recorde pessoal do atleta (Personal best)    | Recorde da Oceania    | Recorde da Oceania (Oceania)          | DSQ / DQ                   | Desclassificado (Disqualified)            |   |                                      |
| Recorde da temporada  | Recorde da temporada do atleta (Season best) | Recorde sul-americano | Recorde sul-americano (South America) | NM                         | Sem marca (No mark)                       |   |                                      |